# ثومة
الثومة أو الهريسة هي نوع من الحلويات الجزائرية تُصنَع من عجينة اللوز. كما يوحي اسمها، فهي تأخذ شكل فصوص الثوم. هناك طريقتان لتحضير الثومة: الطريقة الأولى، والتي لا تتطلب طهيًا، هي نسخة من الكفتة حيث تحتوي على عجينة اللوز مع حشوة في الوسط. أما الطريقة الثانية فهي نسخة من الهريسة الجزائرية بدون حشوة، وتتكون فقط من عجينة اللوز المطبوخة.